# Elysia subornata
Elysia subornata is een slakkensoort uit de familie van de Plakobranchidae. De wetenschappelijke naam van de soort is voor het eerst geldig gepubliceerd in 1901 door A. E. Verrill.